# 谷藤力紀
谷藤 力紀（たにふじ りき、2000年5月15日 - ）は、日本の元子役である。
ヒラタオフィス所属していた。

## 出演

### テレビドラマ
- ハガネの女2（2011年4月 - 6月、テレビ朝日） - 西山望 役
- 浪花少年探偵団（2012年7月 - 9月、TBS） - 間中翔 役
- 新春ワイド時代劇 白虎隊〜敗れざる者たち（2013年1月2日、テレビ東京） - 飯沼貞吉（幼少期） 役
- 聖母・聖美物語 第13話 - 第47話（2014年4月17日 - 6月4日、東海テレビ） - 森尾峻（幼少期）役
- 連続ドラマW 贖罪の奏鳴曲（2015年1月 - 2月、WOWOW） - 園部信一郎  役

### 映画
- ランウェイ☆ビート（2011年、松竹）

### CM
- セブンイレブン「セブンプレミアム」
- エディオングループ「巨大ミッキー篇」
- バンダイナムコゲームス「太鼓の達人wiiどど～んと二代目」
- 三井レジデンシャル「パークシティ浜田山」
- フジタ製薬「バズーカ君篇」
- 金冠堂「キンカン」
- USJ「夏ミッション・コンプリート篇」
- ヴィレッジブックス出版「ジュエルペットの占い本」
- エバラ食品「ラーメンスープ鍋の素」

### Web
- TOYOTA「ドリームリレームービー」